# Nucleic Acid Database
Nucleic Acid Database (NDB) ist eine bioinformatische Online-Datenbank für 3D-Strukturen von Nukleinsäuren.

## Eigenschaften
Neben einer Suchfunktion nach 3D-Strukturen von Nukleinsäuren wird unterschiedliche Software zur Bearbeitung und Analyse der 3D-Strukturen angeboten. Die NDB wurde im Jahr 1992 von Helen M. Berman (Rutgers University), Wilma K. Olson (Rutgers University) und David Beveridge (Wesleyan University) gegründet. Sie wird von den National Institutes of Health finanziert, davor von der National Science Foundation und dem Department of Energy.